# 활석

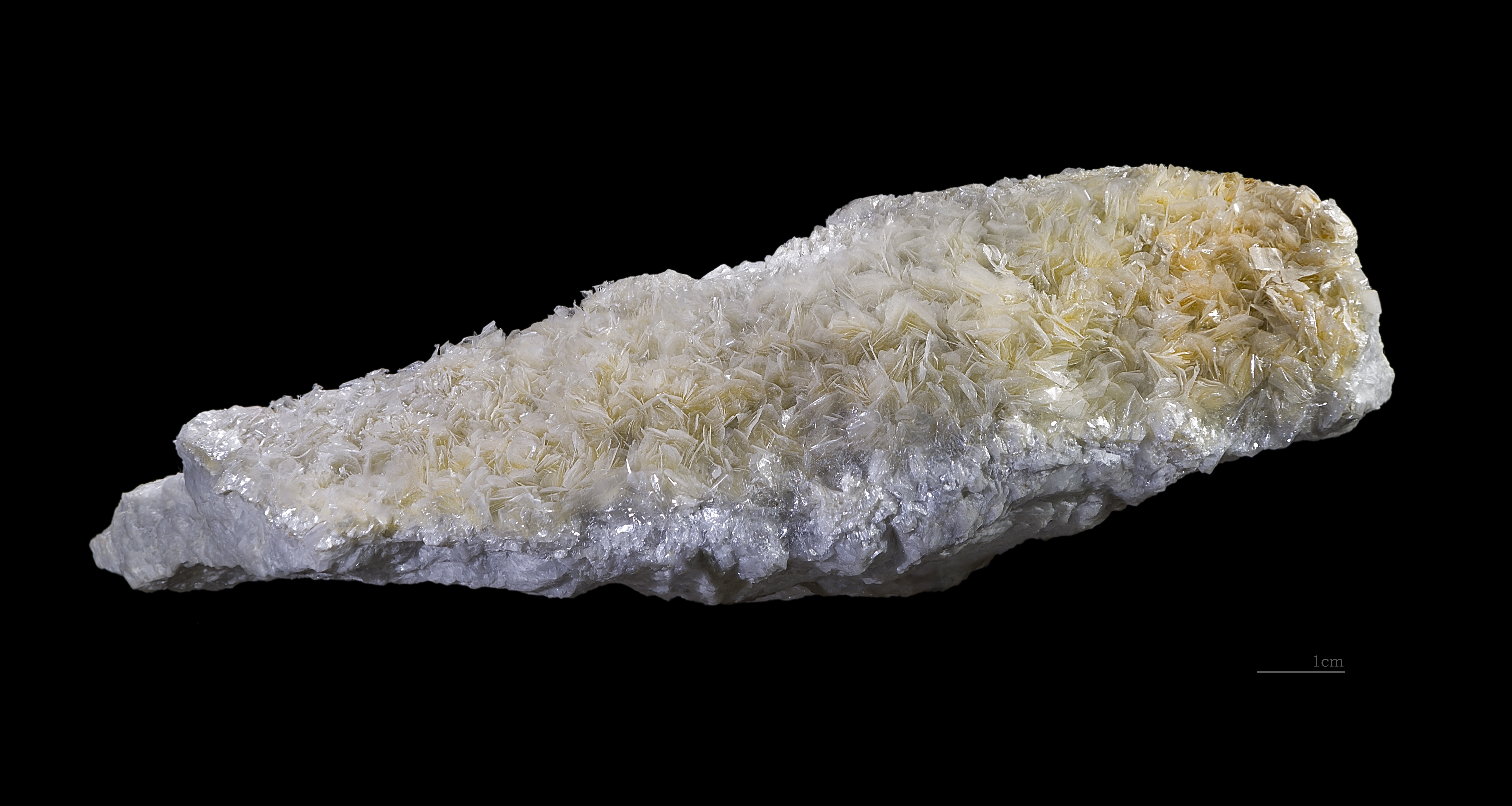
활석

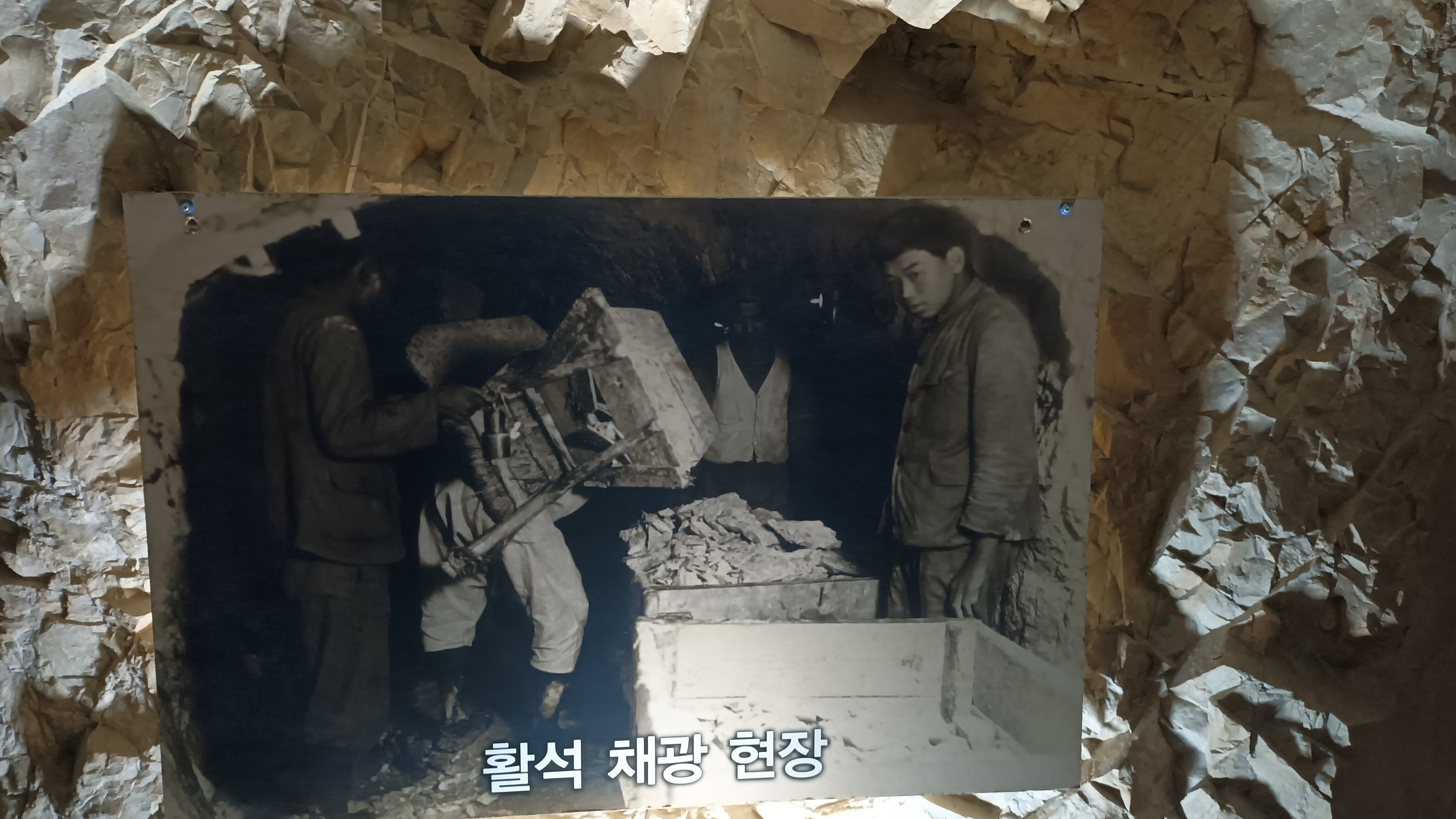
충주 활옥동굴은 활석을 캐던 광산으로 현재는 관광동굴이 되었다.

활석(滑石, 영어: Talc)은 마그네슘을 포함한 규산염 광물로, 탈쿰(Talcum)이라고도 불린다. 화학식은 H2Mg3(SiO3)4 혹은 Mg3Si4O10(OH)2이다. 활석을 갈아서 만든 베이비파우더의 재료로 알려져 있다. 무르고 부드러워서 모스 굳기계에서 가장 낮은 단계의 기준이 된다.

## 안전성
활석과 폐질환, 폐암, 피부암, 난소암과의 관련성에 관한 연구가 이루어졌다. 1993년, 미국 국립독성연구원은 따르면 석면류의 섬유를 포함하지 않은 화장품에 쓰이는 활석을 하루 6시간, 주당 5일간씩 113주 이상 활석을 투여한 쥐에게서 종양을 일으킨다는 동물 실험 결과를 발표하였다. 과학자들은 1960년대 후반부터 활석의 위험성을 경고해왔는데, 1971년, 난소 종양의 75%에서 활석 입자가 박혀있는 것을 발견하기도 했다. 미국 식품의약국(FDA)는 석면을 포함하지 않은 활석을 화장품에 사용하는 것이 일반적으로 안전하다고 인정하고 있다.

## 대한민국의 활석 광상

### 동양활석광산 (충주 활옥동굴)
동양활석광산은 충주시 종민동 향산리 돌로마이트질 석회암층 내에 발달한 활석 광상으로, 현재는 충주 활옥동굴로 관광지화 되었다.
신동복 외(2004)에 의하면 동양활석광상에서 향산리 돌로마이트층은 하부의 돌로마이트, 중부의 담적색의 호상석회암 그리고 상부의 돌로마이트로 구성된다. 광체는 하부 돌로마이트층에 발달하며 두께 100~200 m의 백색 돌로마이트로 구성된다. 광상에서 산출되는 활석은 백운석 기원과 투각섬석 기원 두 종류가 있는데 투각섬석 기원의 활석은 불순물인 철과 알루미늄 함량이 더 높아 광석의 품위가 떨어진다.

## 같이 보기
- 충주 활옥동굴 - 향산리 돌로마이트질 석회암층 내 활석을 캐던 광산으로 현재는 관광지화
- 사문암
- 마그네사이트
- 청색편암
- 변성암
- 석면